# ها سونغ جين
ها سونغ جين (الكورية: 하승진) مواليد 4 أغسطس 1985 في سول، هو لاعب كرة سلة كوري جنوبي بدأ مسيرته الاحترافية في سنة 2004 حيث تم اختياره من قبل فريق بورتلاند ترايل بلايزرز خلال الدرافت يلعب مع فريق جونجو كي سي سي إجيس كلاعب وسط ويحمل الرقم 0. يبلغ طوله 7 قدم 3 بوصة (2.2 م).

## فرق لعب لها
- بورتلاند ترايل بلايزرز
- جونجو كي سي سي إجيس

## إحصائيات المسيرة

### الموسم الاعتيادي
| السنة   | الفريق                 | لعب | بدأ | دقيقة | ميداني% | ثلاثية | حرة  | ارتداد | صنع | استلاب | تصدي | نقطة |
| ------- | ---------------------- | --- | --- | ----- | ------- | ------ | ---- | ------ | --- | ------ | ---- | ---- |
| 2004–05 | بورتلاند ترايل بلايزرز | 19  | 0   | 5.5   | .435    | .0     | .545 | 0.9    | 0.1 | 0.1    | 0.3  | 1.4  |
| 2005–06 | بورتلاند ترايل بلايزرز | 27  | 4   | 7.9   | .581    | .0     | .471 | 1.8    | 0.0 | 0.1    | 0.3  | 1.6  |

## روابط خارجية
- ها سونغ جين على موقع الاتحاد الدولي لكرة السلة (الإنجليزية)
- ها سونغ جين على موقع إن بي أي (الإنجليزية)
- ها سونغ جين على موقع سبورتس رفرنس (الإنجليزية)
- ها سونغ جين على موقع كرة السلة الأوروبية.كوم (الإنجليزية)
- ها سونغ جين على موقع إي إس بي إن.كوم (الإنجليزية)
- ها سونغ جين على موقع ريلجم (الإنجليزية)
- ها سونغ جين على موقع بروبوليرز (الإنجليزية)
- ها سونغ جين على موقع سبورتس رفرنس (الإنجليزية)